# ولاده دیواتس
ولاده دیواتس (سیریلیک صربی: Владе Дивац؛ تلفظ [ʋlǎ:de dǐ:ʋats]؛ زادهٔ ۳ فوریهٔ ۱۹۶۸) بازیکن سابق بسکتبال اهل صربستان است. از باشگاه‌هایی که در آن بازی کرده‌است می‌توان به باشگاه بسکتبال ستاره سرخ بلگراد، نیو اورلینز پلیکانز، باشگاه بسکتبال پارتیزان، لس آنجلس لیکرز، ساکرامنتو کینگز، و شارلوت هورنتس اشاره کرد. وی در مسابقات کشوری و بین‌المللی در مجموع برندهٔ ۷ مدال طلا، ۲ مدال نقره، ۳ مدال برنز شده‌است.